# Pheia lateralis
Pheia lateralis är en fjärilsart som beskrevs av Klages 1906. Pheia lateralis ingår i släktet Pheia och familjen björnspinnare. Inga underarter finns listade i Catalogue of Life.